# يين لو
يين لو (بالصينية: 尹路) (3 يناير 1989 في الصين - ) هو لاعب كرة قدم صيني في مركز الدفاع. لعب مع جيانغسو سونينغ وداليان ييفانغ وInner Mongolia Zhongyou F.C. ‏.

## وصلات خارجية
- يين لو على موقع قاعدة بيانات كرة القدم.إي يو (الإنجليزية)
- يين لو على موقع Soccerway.com (الإنجليزية)